# GAC Trumpchi GN 8
Der GAC Trumpchi GN 8 (auch GM 8 oder M8) ist ein Van der zur chinesischen Guangzhou Automobile Group gehörenden Submarke Trumpchi.

## 1. Generation (seit 2017)
Bereits im November 2015 zeigte GAC Motor auf der Guangzhou Auto Show einen ersten Ausblick auf einen Van mit dem Konzeptfahrzeug GAC Trumpchi i-Lounge. Vorgestellt wurde die erste Generation der Baureihe im November 2017 auf der Guangzhou Auto Show. In China kam das Fahrzeug am 30. Dezember 2017 in den Handel. Die hochwertiger gestaltete Master Edition folgte im Juni 2020. Eine überarbeitete Version der Baureihe debütierte im September 2020 auf der Beijina Auto Show.
In Mitteleuropa debütierte der Van auf dem Pariser Autosalon im Oktober 2018, eine Markteinführung erfolgte aber nicht. Als zweites Modell nach dem Trumpchi GS 8 wurde der Van aber in Russland ab Juni 2020 angeboten.

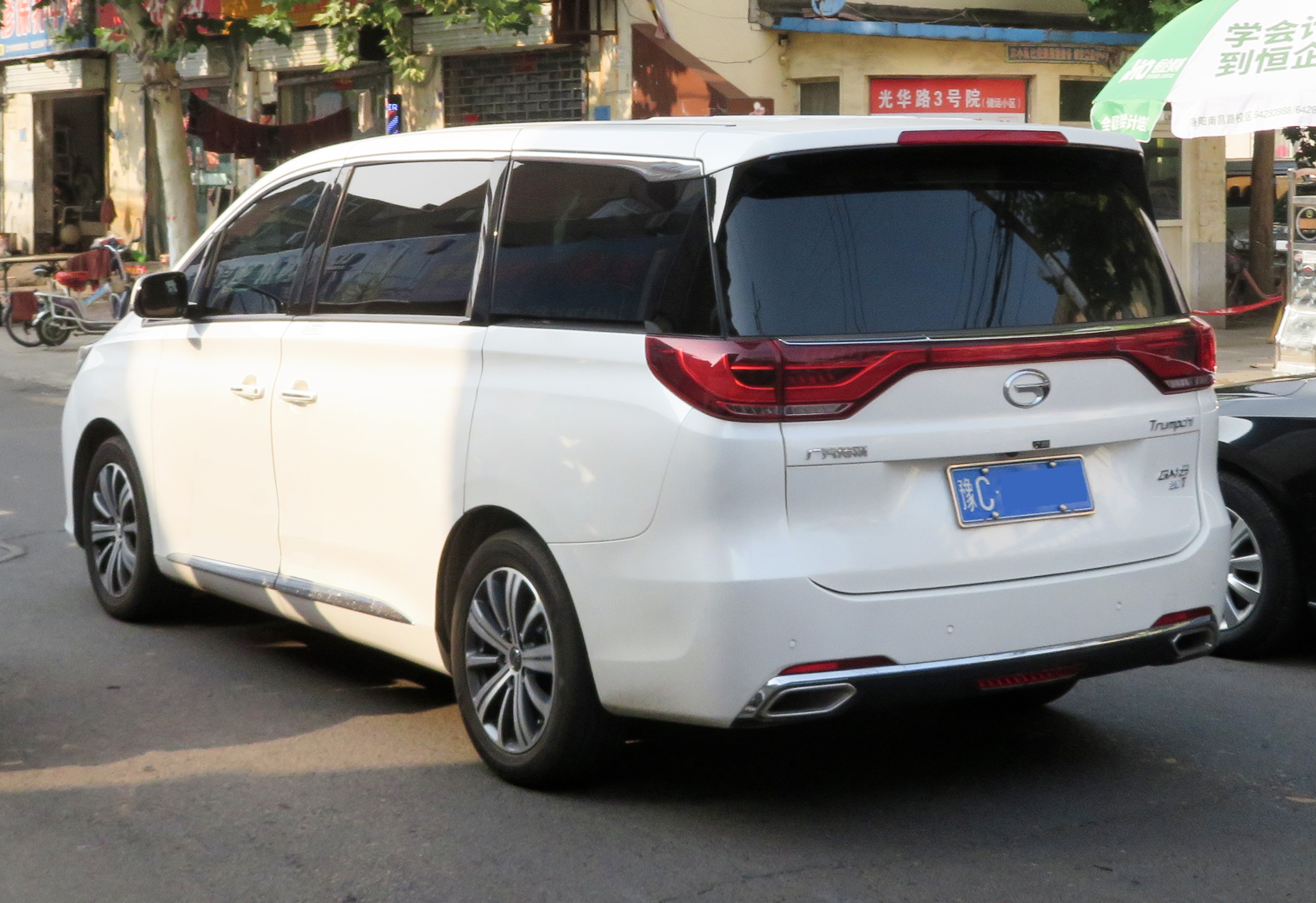
Heckansicht
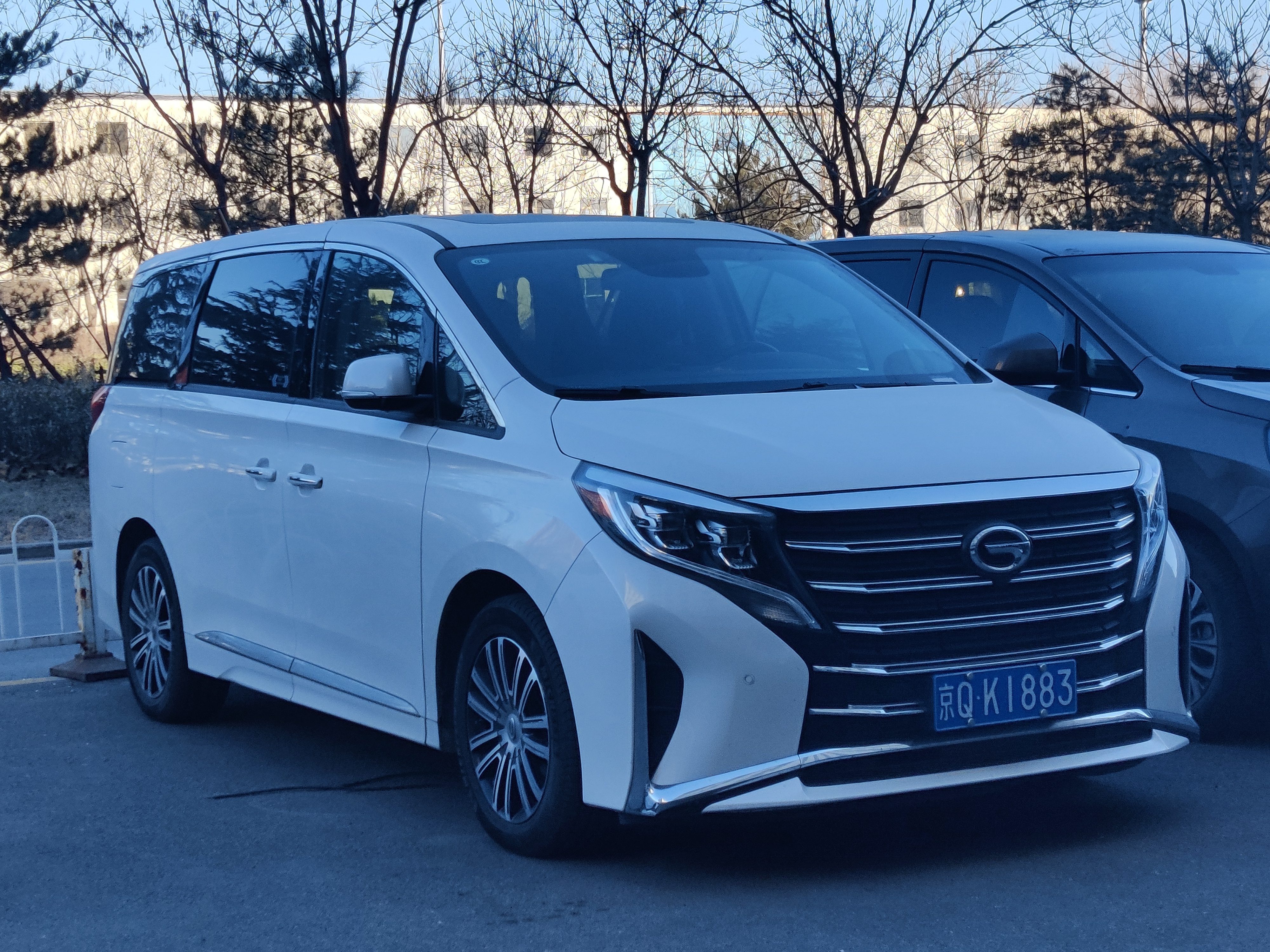
GAC Trumpchi M 8 (seit 2020)
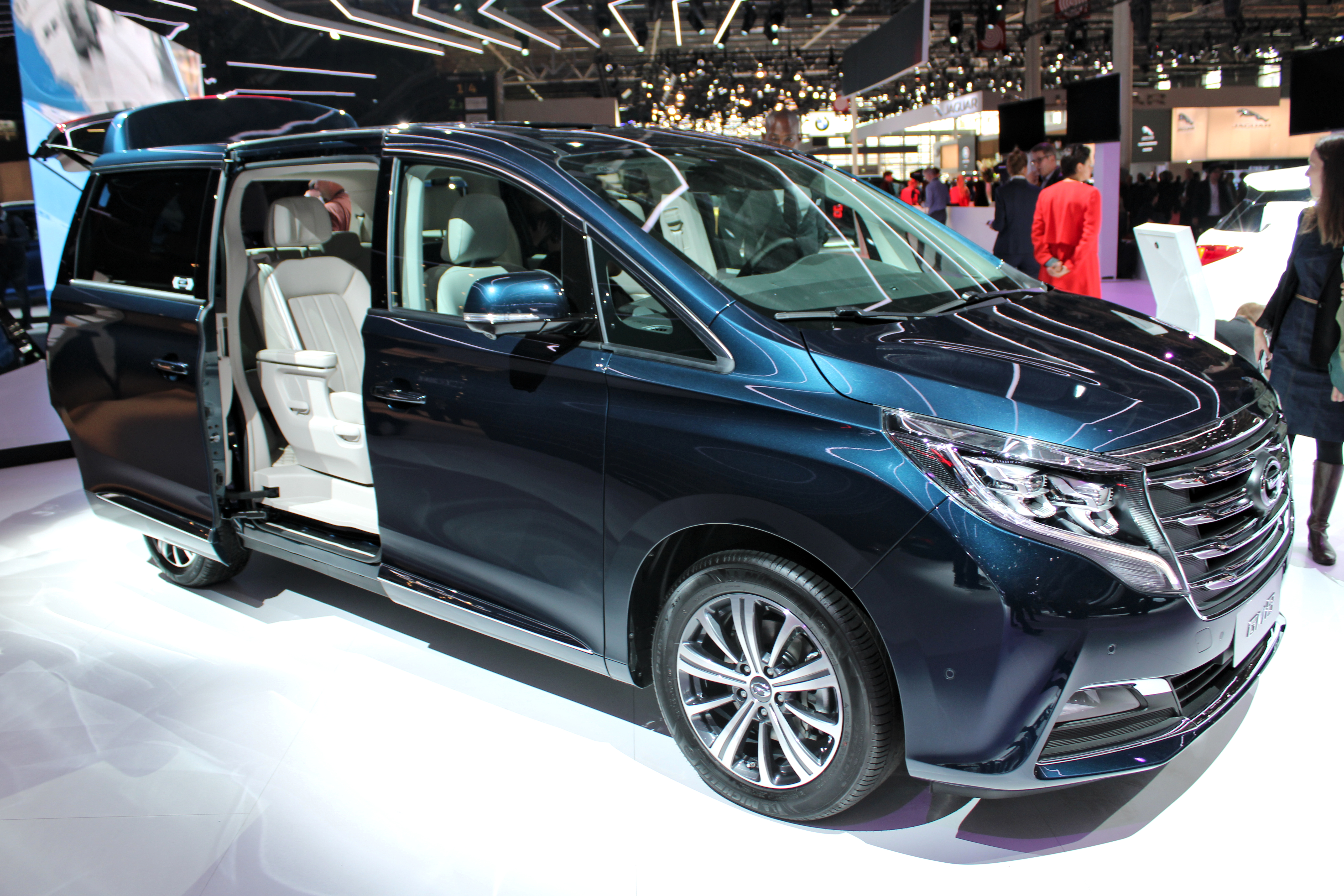
GAC GM 8 auf dem Pariser Autosalon 2018

### Technische Daten
Zunächst wurde der Van von einem aufgeladenen Zweiliter-Ottomotor mit 148 kW (201 PS) angetrieben. Im September 2019 wurde die maximale Leistung auf 185 kW (252 PS) erhöht und das 6-Stufen-Automatikgetriebe durch ein 8-Stufen-Automatikgetriebe ersetzt.
| Kenngrößen                                  | 320T                         | 390T                         |
| Bauzeitraum                                 | 12/2017–09/2019              | seit 09/2019                 |
| Motorkenndaten                              |                              |                              |
| Motortyp                                    | R4-Ottomotor                 | R4-Ottomotor                 |
| Motoraufladung                              | Turbolader                   | Turbolader                   |
| Hubraum                                     | 1991 cm³                     | 1991 cm³                     |
| max. Leistung                               | 148 kW (201 PS) bei 5200/min | 185 kW (252 PS) bei 5250/min |
| max. Drehmoment                             | 320 Nm bei 1700–4000/min     | 390 Nm bei 1750–4000/min     |
| Kraftübertragung                            |                              |                              |
| Antrieb                                     | Vorderradantrieb             | Vorderradantrieb             |
| Getriebe                                    | 6-Stufen-Automatikgetriebe   | 8-Stufen-Automatikgetriebe   |
| Messwerte                                   |                              |                              |
| Höchstgeschwindigkeit                       | k. A.                        | 200 km/h                     |
| Beschleunigung, 0–100 km/h                  | k. A.                        | 9,6 s                        |
| Kraftstoffverbrauch auf 100 km (kombiniert) | 8,9 l Super                  | 8,3–8,5 l Super              |
| Tankinhalt                                  | 68 l                         | 65 l                         |
| Abgasnorm                                   | China V                      | China VI                     |

## 2. Generation (seit 2022)
Die zweite Generation der Baureihe debütierte im August 2022 auf der Chengdu Auto Show. Im Oktober 2022 kam der Van in China auf den Markt. Der russische Markt folgte im Februar 2024. Eine überarbeitete Version der Baureihe wurde im Februar 2025 gezeigt. Auffällig ist insbesondere der große Kühlergrill, den der Hersteller Soaring Wings nennt.

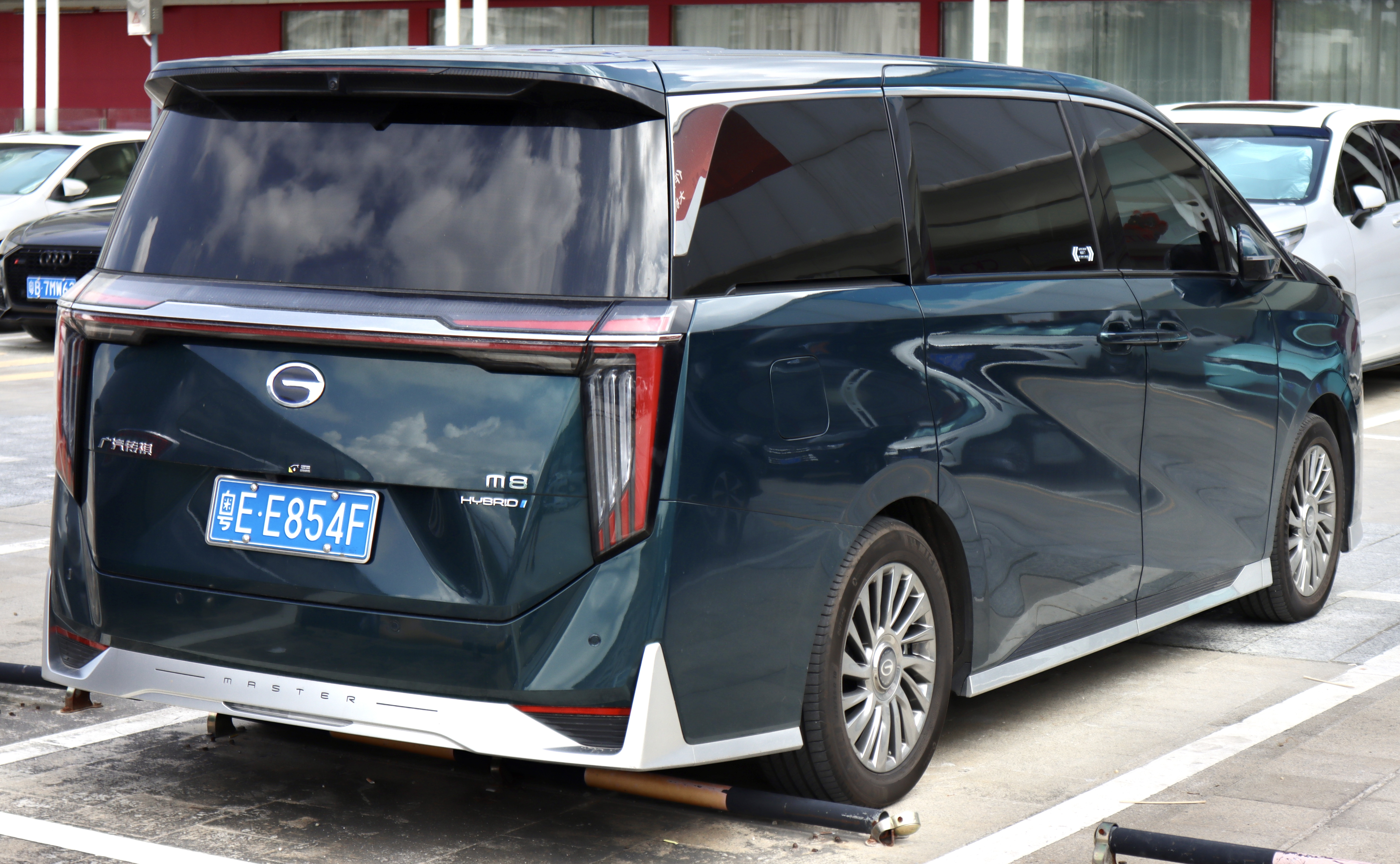
Heckansicht

### Technische Daten
Angetrieben wird das Fahrzeug entweder vom aus dem Vorgängermodell bekannten Zweiliter-Ottomotor mit 185 kW (252 PS) oder einem Hybridantrieb von Toyota. Später folgte der M8 noch als Plug-in-Hybrid.
| Kenngrößen                                  | 400T                         | HEV                               | PHEV                        |
| Bauzeitraum                                 | seit 10/2022                 | seit 10/2022                      | seit 05/2025                |
| Motorkenndaten                              |                              |                                   |                             |
| Motortyp                                    | R4-Ottomotor                 | R4-Ottomotor + Elektromotor       | R4-Ottomotor + Elektromotor |
| Motoraufladung                              | Turbolader                   | —                                 | —                           |
| Hubraum                                     | 1991 cm³                     | 1991 cm³                          | 1991 cm³                    |
| max. Leistung Verbrennungsmotor             | 185 kW (252 PS) bei 5250/min | 140 kW (190 PS) bei 4500–5000/min | 140 kW (190 PS)             |
| max. Leistung Elektromotor                  | —                            | 134 kW (182 PS)                   | 160 kW (218 PS)             |
| max. Systemleistung                         | —                            | k. A.                             | 300 kW (408 PS)             |
| max. Drehmoment Verbrennungsmotor           | 400 Nm bei 1750–4000/min     | 330 Nm bei 1500–4000/min          | 330 Nm                      |
| max. Drehmoment Elektromotor                | —                            | 300 Nm                            | 315 Nm                      |
| Kraftübertragung                            |                              |                                   |                             |
| Antrieb                                     | Vorderradantrieb             | Vorderradantrieb                  | Vorderradantrieb            |
| Getriebe                                    | 8-Stufen-Automatikgetriebe   | E-CVT                             | E-CVT                       |
| Messwerte                                   |                              |                                   |                             |
| Höchstgeschwindigkeit                       | 200 km/h                     | 180 km/h                          | 175 km/h                    |
| Beschleunigung, 0–100 km/h                  | k. A.                        | 8,2 s                             | 8,0 s                       |
| Kraftstoffverbrauch auf 100 km (kombiniert) | 9,0 l Super                  | 5,9 l Super                       | 0,6 l Super                 |
| Abgasnorm                                   | China VI                     | China VI                          | China VI                    |